# 岡山県道86号作東インター線

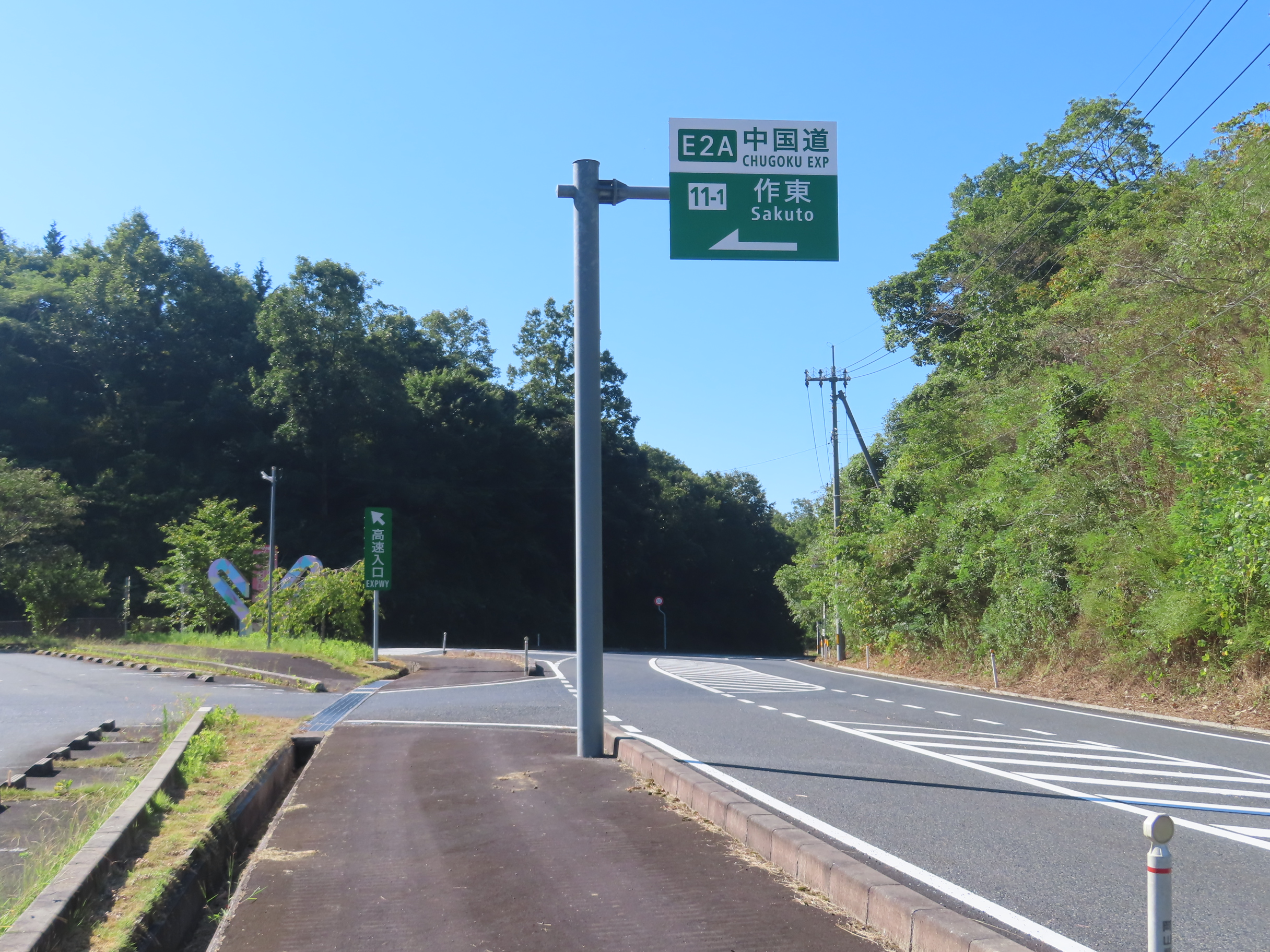
作東インターチェンジ出入口（2024年8月）

岡山県道86号作東インター線（おかやまけんどう86ごう さくとうインターせん）は、岡山県美作市を通る県道（主要地方道）である。

## 概要
中国自動車道作東ICと国道179号を結ぶ。本路線は岡山県で唯一の高速道路または高規格道路のインターチェンジに通じる路線である。

### 路線データ
- 起点：美作市田原（中国自動車道 作東IC料金所前）
- 終点：美作市上福原（国道179号交点、岡山県道・兵庫県道365号上福原佐用線起点）
- 総延長：0.89 km
- 自動車専用道路区間：美作市田原（起点） - 美作市山城（岡山県道・兵庫県道365号上福原佐用線交点）間（この間数10 m）

## 歴史
- 1993年（平成5年）5月11日 - 建設省から、県道上福原佐用線の一部が作東インター線として主要地方道に指定される[1]。
- 1994年（平成6年）4月1日 - 岡山県告示第250号により認定される。以後11年間供用区間は存在せず、幻の県道の一つになっていた。
- 2005年（平成17年）
  - 2月25日 - 岡山県告示第125号で区域が決定する。
  - 2月28日 - 本路線のうちの岡山県道・兵庫県道365号上福原佐用線重用部分（美作市山城（岡山県道・兵庫県道365号上福原佐用線交点） - 美作市上福原（終点）間）の供用が開始される。
  - 3月6日 - 中国自動車道作東IC供用開始と同時に全線の供用が開始される。
  - 3月31日 - 英田郡のうちの英田町、大原町、作東町、美作町、東粟倉村、勝田郡勝田町が対等合併して美作市が成立したことに伴い全区間が美作市域を通る路線になり、併せて起終点の地名表記が変更される。

## 路線状況

### 重複区間
- 岡山県道・兵庫県道365号上福原佐用線（美作市山城 - 美作市上福原（終点））

## 地理

### 通過する自治体
- 美作市

### 交差する道路
| 交差する道路                                               | 交差する場所 | 交差する場所       |
| ---------------------------------------------------------- | ------------ | ------------------ |
| E2A 中国自動車道                                           | 田原         | 11-1 作東IC / 起点 |
| 岡山県道・兵庫県道365号上福原佐用線 重複区間起点           | 山城         |                    |
| 国道179号 岡山県道・兵庫県道365号上福原佐用線 重複区間終点 | 上福原       | 終点               |

### 交差する鉄道
- 姫新線

### 沿線
- 山家川